# Мірський замок (монета)

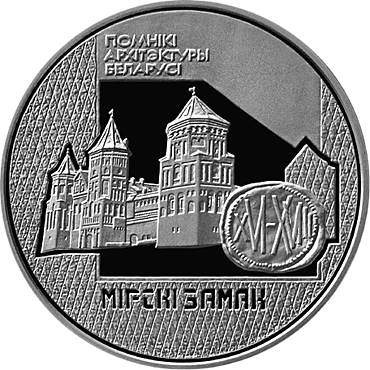
монета "Мірський замок", 20 рублів, реверс

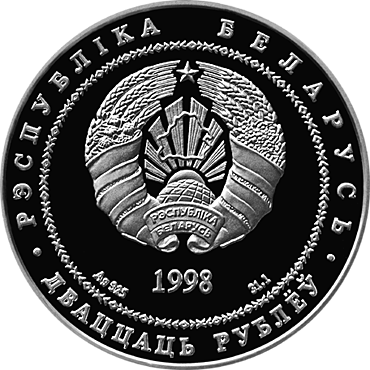
монета "Мірський замок", 20 рублів, аверс

Пам'ятна монета «Мірський замок» — білоруські ювілейні монети Національного банку Білорусі введені в обіг 29 грудня 1998 року. Монети викарбувано зі срібла — номіналом 20 рублів і мідно-нікелева — 1 рубль.

## Номінали

### Срібна
- проба срібла: 925
- номінал: 20 рублів
- вага монети: 33.63 г
- вага чистого срібла: 31.1 г
- діаметр: 38.61 мм
- якість - «пруф»
- тираж: 2000 екземплярів
- вартість продажу у НББ — 56 830 руб. без футляра

### Мідно-нікелева
- номінал: 1 рубль
- вага монети: 13.16 г
- діаметр: 32 мм
- якість - «пруф-лайк»
- тираж: 2000 екземплярів
- вартість продажу у НББ — 5 420 руб. без футляра

## Опис
Монета має вигляд кола, рант монети має рифлення.
- Аверс: у колі, з геометричним орнаментом, — зображення державного герба Білорусі, унизу розміщено рік карбування, для срібла — чиста вага і проба дорогоцінного металу; по колу написи: вгорі — «РЭСПУБЛІКА БЕЛАРУСЬ», внизу — «ДВАЦЦАЦЬ РУБЛЁЎ» на срібній і «АД3ІН РУБЕЛЬ» — на мідно-нікелевій.
- Реверс: у центрі — зображення Мірського замку; на площині у вигляді старовинної печатки поміщена дата: XVI—XVIII; вгорі — напис у три рядки: «ПОМНІКІ АРХІТЭКТУРЫ БЕЛАРУСІ»; внизу напис: «МІРСКІ ЗАМАК».